# Dendrophyllia ijimai
Espèce
Statut CITES
Dendrophyllia ijimaia est une espèce de coraux appartenant à la famille des Dendrophylliidae.